# Macrochaeta australiensis
Macrochaeta australiensis är en ringmaskart som beskrevs av Kudenov 1976. Macrochaeta australiensis ingår i släktet Macrochaeta och familjen Acrocirridae. Inga underarter finns listade i Catalogue of Life.